# Экспресс АМ4
«Экспресс-AM4» — планировавшийся первый российский высокоэнергетический космический аппарат, запущенный 18 августа 2011 года не выведенный на расчётную орбиту в связи с нештатной работой разгонного блока. Признан окончательно потерянным 30 августа 2011. Сведён с околоземной орбиты в воскресенье 25 марта 2012 года и затоплен в Тихом океане.
Внутреннее расследование показало, что авария стала результатом программной ошибки и небрежности работников космической отрасли ввиду отсутствия надлежащего контроля со стороны Роскосмоса.
На средства, полученные от страховых компаний, был заказан дубликат спутника — Экспресс АМ4R. Этот спутник также был потерян при неудачном запуске 16 мая 2014 года.

## Планировавшаяся миссия
Спутник должен был быть выведен на орбиту в рамках Федеральной космической программы России (ФКП) на период 2006—2015 годы, утвержденной постановлением Правительства РФ № 635 от 22.10.2005 (.doc). Архивировано из оригинала 28 января 2007 года.. Заказчиком является ГПКС. Поставщиком спутникового оборудования для космического аппарата выступила европейская компания EADS Astrium, в кооперации с ФГУП ГКНПЦ. Аппарат строился на базе спутниковой платформы Eurostar E3000 производства EADS Astrium с мощностью полезной нагрузки 14 кВт. Eurostar E3000 использовалась при строительстве таких спутников, как Inmarsat-4F1 и 4F2, Hot Bird 8, Eutelsat W3A, Intelsat 10-02. Предполагалось, что «Экспресс АМ4» станет первым российским космическим аппаратом (исключая «Бонум-1»), практически полностью изготовленным за рубежом.
Спутник изготовлен в первом полугодии 2011 года. Изначально дата начала эксплуатации была намечена на 2012 год, однако по сообщениям ГПКС не исключалась возможность начала эксплуатации в более ранние сроки из-за дефицита орбитально-частотного ресурса, усугубившегося аварией «Экспресс АМ2» в марте 2009 года.
Спутник должен был покрывать практически всю территорию России, включая удаленные районы Дальнего Востока, а также страны СНГ и Центральной Европы. Основное предназначение «Экспресс АМ4» — обеспечение цифрового вещания. Кроме того, с помощью транспондеров Ka-диапазона, должно было начаться осуществление проекта народного спутникового доступа в Интернет, одобренного президентским советом по модернизации в 2009 году. Проект предусматривает создание компактных и доступных по цене VSAT-станций со стоимостью трафика 50 руб/ГБ, к сети планируется подключить около 2 млн абонентов. Так как на спутнике только два трансподера Кa-диапазона, они могли использоваться только для тестирования системы передачи данных. Основная нагрузка по работе в Ka-диапазоне будет возложена на спутники «Экспресс АМ5» и «Экспресс АМ6», а также проектируемые специально под этот проект спутники «Восточный» и «Западный».

## Полезная нагрузка
30 транспондеров C-диапазона, 28 Ku-диапазона, 2 Ka-диапазона и 3 L-диапазона (всего 63 транспондера), а также 10 антенн с перенацеливаемыми лучами. Питание полезной нагрузки спутника — 14 кВт, суммарная ёмкость составляет 2,722 ГГц — около 1/3 от ёмкости всей спутниковой группировки ГПКС.

## Орбитальная позиция
Расчётная точка стояния — 80° восточной долготы, по плану должен был заменить аварийный «Экспресс АМ2», в дополнение к находящемуся там же Экспресс МД1.
В настоящее время принято решение об изготовлении аналогичного КА со сроком запуска 2014 год.

## Запуск и потеря
Запуск был произведен 18 августа 2011 года 01:25 (МСК) ракетой «Протон-М» с разгонным блоком «Бриз-М». Чуть более чем через 11 минут отработали все три ступени и подключился маршевый двигатель разгонного блока «Бриз-М». В этот момент блок вместе с пристыкованным к нему аппаратом находился на суборбитальной траектории с наклонением 51,55°. В последующие несколько часов за счет пяти последовательных включений аппарат должен был выйти на расчетную орбиту. Разгонный блок корректно отработал четыре включения двигателя, после чего в 11:18 (MSK) от него перестала поступать телеметрическая информация. Кроме того вовремя не включился передатчик на самом спутнике. Чуть позже, Роскосмос сообщил, что пятое включение разгонного блока состоялось, поэтому аппарат не погиб, но находится на нерасчетной орбите. Затем в Командовании воздушно-космической обороны Северной Америки (NORAD) сообщили, что также не обнаружили аппарат, но засекли бак, отделившийся от разгонного блока. Позже был обнаружен разгонный блок, а затем появилась информация о том, что спутник от него так и не отделился.
Межведомственная комиссия пришла к выводу, что в циклограмме работы разгонного блока был необоснованно «заужен» временной интервал подворота гиростабилизированной платформы, это привело к ошибке ориентации при выполнении манёвра. Прочие системы разгонного блока отработали нормально. Было объявлено о начале расследования степени вины должностных лиц.
На поиск спутника на нерасчётной орбите понадобилось около недели. Спутник был полностью работоспособен, частично раскрыл панели солнечных батарей, был ориентирован на Солнце и находился в режиме «стабильного ожидания», но при этом его невозможно было перевести на рабочую орбиту. Европейские специалисты поддерживали регулярную связь с аппаратом.
25 марта 2012 года спутник был сведён с нерасчётной орбиты и сгорел в плотных слоях атмосферы. Несгоревшие обломки были затоплены в северной части Тихого океана, к северу от Гавайских островов.

## Стоимость
Стоимость аппарата «Экспресс-АМ4» — около 300 млн долларов.
Стоимость спутника министр связи Игорь Щёголев оценил в 150—200 млн долларов США. Контракт на строительство спутника был подписан в 2008 году, кредит на постройку спутника выдал «Сбербанк», на страхование — «Еврофинанс Моснарбанк» (аппарат был застрахован «Ингосстрахом» на 7,5 млрд рублей). «Ингосстрах» в конце 2011 года выплатил 7,5 млрд руб. Однако на плечи самой компании легла выплата лишь 225 млн руб. — то есть 3 % всей суммы. Остальные 97 % выплатили компании, у которых «Ингосстрах» перестраховал риски. На весь российский рынок пришлись выплаты более чем в 21 млн долларов, в перестраховании рисков участвовали компании «СОГАЗ», «АльфаСтрахование», «ВТБ Страхование» и «Сургутнефтегаз».